# Hrabstwo Dallas (Missouri)
Hrabstwo Dallas (ang. Dallas County) – hrabstwo w stanie Missouri w Stanach Zjednoczonych. Obszar całkowity hrabstwa obejmuje powierzchnię 542,83 mil2 (1 406 km²). Według danych z 2010 r. hrabstwo miało 16 777 mieszkańców. Hrabstwo powstało w 1844 roku i nosi imię George'a Dallas'a - wiceprezydenta Stanów Zjednoczonych.

## Sąsiednie hrabstwa
- Hrabstwo Camden (północny zachód)
- Hrabstwo Laclede (północny wschód)
- Hrabstwo Webster (wschód)
- Hrabstwo Greene (południowy wschód)
- Hrabstwo Polk (południe)
- Hrabstwo Hickory (zachód)

## Miasta
- Buffalo
- Urbana
- Louisburg (wioska)